# آرمان آرین
آرمان آرین (زادهٔ ۱۰ آبان ۱۳۶۰ در تهران) نویسنده، پژوهشگر و رمان‌نویس ایرانی است.
شکوفه آذر نویسنده ایرانی ساکن استرالیا، دختر دایی وی است.

## زندگی ادبی
او که با آفرینش اثر سه‌گانهٔ «پارسیان و من» به دنیای ادبیات شناسانده شد، جوان‌ترین برنده کتاب سال ایران است. همچنین علاوه بر جوایز ملی بسیار، آرمان آرین با دریافت لوح افتخار از سی و یکمین کنگره بین‌المللی کتاب برای نسل جوان (IBBY) دانمارک در سال ۲۰۰۸ برای پارسیان و من، و (IBBY) ایتالیا در سال 2024 برای پتش خوآرگر، در فهرست افتخارات این کنگره قرار گرفت. 
پارسیان و من نخستین رمان سه‌گانه خیال پردازی ایرانی است که بر اساس اسطوره‌ها، حماسه‌ها و تاریخ ایران نگاشته شده‌است، و نه تنها ستایش منتقدین و متخصصین حوزه ادبیات را برانگیخته بلکه مخاطبان بسیاری را نیز با خود همراه کرده‌است بطوریکه به گزارش روزنامه شرق، عنوان پرفروش‌ترین رمان نوزدهمین نمایشگاه بین‌المللی کتاب تهران را به دست آورد.
رمان سه‌گانه پارسیان و من بازآفرین خلاقی از شاهنامه فردوسی است که با الهام از ساختار سه بخشی آن، برش‌هایی از سه دوره اسطوره، حماسه و تاریخ ایران را روایت می‌کند. جلد نخست این کتاب با نام پارسیان و من: کاخ اژدها بیان‌کنندهٔ داستان ضحاک ماردوش (آژی‌دهاک) است. جلد دوم با نام پارسیان و من: راز کوه پرنده بیان‌کنندهٔ پهلوانی‌های رستم و شرح هفت خوان او در قالب رمانی جذاب و کتاب سوم هم با نام پارسیان و من: رستاخیز فرا می‌رسد بیان‌کنندهٔ داستان کوروش بزرگ است.
سایر آثار آرین نیز، همچون سه‌گانه پارسیان و من ریشه در فرهنگ و اساطیر کهن ایرانی دارند چرا که آرین بازگشتن به فرهنگ ایرانی و بازسازی آن را نیاز امروز جامعه ایرانی برای تعامل با جهان پرهیاهو می‌داند.
هر چند که آرین بیشتر با عنوان نویسنده داستان‌های فانتزی حوزه کودک و نوجوان شناخته می‌شود، اما نه تنها مخاطبان آثار او محدود به این حوزه سنی نبوده و آثارش عموماً مخاطبانی از گروه‌های سنی مختلف را با خود همراه می‌کنند، بلکه آثارش ژانر و سبک پیچیده و متنوعی را نیز دربرمی‌گیرند.
آرمان آرین در نوشته‌هایش موفق شده‌است تا با در هم آمیختن مطالعات حوزه سینما و همچنین دانش گسترده در اسطوره‌ها، تاریخ، و ادیان ایرانی، آثاری بغایت تصویری، دراماتیک و خیال‌انگیز خلق کند. او معتقد است «اگر قصد فعال‌سازی تخیل در کودکان و نوجوانان را داریم، ابتدا باید در خودمان، آن را فعال کنیم؛ من فکر می‌کنم نویسنده یا هنرمندی که تخیل، خیال‌انگیزی و تصورش، ابتر و ناقص است، هرگز نمی‌تواند اثری به وجود آورد که موجب تخیل و خیال‌انگیزی در افراد دیگری شود.»

## جایزه‌ها
- برنده جایزه بیست و سومین دوره کتاب سال ایران ۱۳۸۴ - پارسیان و من
- برنده لوح تقدیر از جشنواره مهرگان ادب (پکا) ۱۳۸۴ - پارسیان و من
- برنده جایزه پنجمین دوره کتاب سال شهید غنی‌پور ۱۳۸۴ - پارسیان و من
- برنده جایزه شورای کتاب کودک ۱۳۸۵ به عنوان «داستان تألیفی برگزیدهٔ سال» - پارسیان و من
- برنده لوح تقدیر از جشنواره مهرگان ادب ۱۳۸۵ - پارسیان و من[۷]
- دریافت لوح تقدیر از IBBY دانمارک (بنیاد هانس کریستین اندرسن) ۲۰۰۸ - پارسیان و من[۳]
- دریافت جایزهٔ شاهنامه پژوه برتر و جوان از بنیاد فردوسی سال ۱۳۸۸
- دریافت جایزهٔ شاهنامه پژوه جوان از شهرداری تهران ۱۳۸۸
- نامزد کتاب سال غنی پور ۱۳۸۹ برای کتاب سپیتمان[۸]
- برنده دیپلم افتخار بهترین بازی نامه رایانه‌ای حماسی سال ۱۳۹۱ برای بازی نامه رایانه‌ای «گُرگین» از بنیاد ملی بازیهای رایانه‌ای ایران
- برنده جایزه اول بهترین فیلم از جشنواره E.M.U قبرس برای ساخت فیلم مستند کوتاه «همشهری کرم» ۲۰۱۳
- برنده جایزه نگاه ویژه از جشنواره صلح سبز قبرس برای «همشهری کرم» ۲۰۱۳
- برنده جایزه و لوح تقدیر برای سه‌گانه «اشوزدنگهه» از نخستین جشنواره مهدی آذر یزدی ۱۳۹۴
- برندهٔ جایزه شورای کتاب کودک ۱۳۹۴ به عنوان «داستان تألیفی برگزیدهٔ سال» برای سه‌گانه «اشوزدنگهه»
- سه گانه "اشوزدنگهه" رمان برگزیده ی جشنواره ادبی پایور ۱۳۹۴
- سه گانهٔ «اشوزدنگهه» و «پتش خوآرگر یک: حماسه سرآغاز»؛ برگزیده و پنج ستارهٔ هفدهمین فهرست لاک‌پشت پرنده - تابستان ۹۵
- «پتش خوآرگر» نامزد کتاب برتر سال ۱۳۹۶ و برندهٔ لوح تقدیر از نهمین جشنواره «کتاب برتر کودکان و نوجوانان» - سال 1396[۹][۱۰]
- «پتش خوآرگر» نامزد نشان طلایی و نقره ای جشنواره لاک پشت پرنده سال 1396[۱۱]
- پتش خوآرگر ۳: بر بنیادهای هستی کتاب برگزیدهٔ ایران در بازآفرینی آثار کهن در فهرست کلاغ سفید ۲۰۱۸ کتابخانه مونیخ
- «مجموعه پتش خوآرگر» تنها اثر تألیفی برنده نشان نقره ای لاک پشت پرنده سال ۱۳۹۷ (در سالی که نشان طلایی، برنده ای نداشت)
- "مجموعه پتش خوآرگر" اثر تالیفی برگزیده شورای کتاب کودک ۱۴۰۰ و برنده نشان افتخار ماهی سیاه کوچولو.

- «پتش خوآرگر 5: حماسه ی اندرون» اثر تالیفی برگزیده ایران در فستیوال IBBY 2024 ایتالیا و دریافت لوح افتخار از آن.[۱۲]
- سه گانه «پارسیان و من» و سه گانه «اشوزدنگهه» در فهرست سی رمان برتر ادبیات نوجوان ایران در سه دهه ی 1360 - 1370 - 1380 به انتخاب دانشگاه شیراز (1403)
- «آرمان آرین» یکی از هفت نویسنده ی منتخب نوجوانان در سی سال ادبیات ایران (1360 تا 1390 خورشیدی) به انتخاب دانشگاه شیراز، دانشکده ادبیات کودک و نوجوان (آبان 1403)
- «آرمان آرین» نماینده ایران از طرف شورای کتاب کودک (نامزد بخش نویسندگان) برای فستیوال آلما (جایزه آسترید لیندگرن) 2026 در سوئد

## فهرست آثار

### کتاب‌های تاکنون چاپ شده
- پارسیان و من - جلد ۱: کاخ اژدها (ضحاک ماردوش)، نشرموج، ۱۳۸۲
- پارسیان و من - جلد ۲: راز کوه پرنده (رستم دستان)، نشرموج، ۱۳۸۴
- پارسیان و من - جلد ۳: رستاخیز فرا می‌رسد (کوروش بزرگ)، نشرموج، ۱۳۸۵  (پرفروش‌ترین رمان نوزدهمین نمایشگاه کتاب تهران ۱۳۸۵)[۱۳]
- مجموعهٔ پارسیان و من: مجموعه سه‌گانه در یک جلد، نشرموج، ۱۳۸۶
- گوشواره تلخ (مجموعه داستان کوتاه)، نشرموج، ۱۳۸۶ . این کتاب در سال ۲۰۱۵ به زبان ترکی و توسط نشر دماوند در ترکیه منتشر شد .
- اَشوَزدَنگهِه ۱: اسطورهٔ هم‌اکنون، نشر موج، ۱۳۸۷ (جلد نخست سه‌گانه اشوزدنگهه)
- سِپیتمان (داستان زندگی اَشو زَرتُشت)، نشر ایران بان، ۱۳۸۷[۶]
- «اَشوَزدَنگهِه ۴: خداوند، جهان، اندیشه (دست‌نوشته‌های شش هزار ساله اَشوَزدَنگهِه)»، نشرموج، ۱۳۸۷ (پیوستِ سه‌گانهٔ اشوزدنگهه)
- رؤیای باغ سپید، نشر ایران بان، ۱۳۸۸ (داستان بلند ماورایی - اسطوره‌ای)
- راهنمای بازی نامه نویسی، بنیاد ملی بازی‌های رایانه‌ای، ۱۳۸۹[۱۴]
- افسون نامه، نشر ایران بان، ۱۳۹۰ (داستان بلندِ طنز - سیاسی - افسانه‌ای)
- کابوس باغ سیاه، نشر ایران بان، ۱۳۹۰ (نخستین داستان بلند اسطوره‌ای ایرانی در ژانر وحشت)
- نگاره‌های اهورایی: دائرةالمعارف تصویری و نمایشی اوستا، نشرموج، ۱۳۹۰
- غوغای خموش (مجموعه متن‌ها، سفرنوشته‌ها، رؤیاها، مقاله‌ها و مناجاتها)، نشر موج، ۱۳۹۰
- «صد پند هزار بار شنیده»، نشر ایران بان، ۱۳۹۱ (کتابی کوچک دربارهٔ حکمت)
- «آینده کهن ۱: روایت شب نخست»، نشر زعفران، ۱۳۹۲ (جلد یکم سه‌گانه آینده کهن)
- «آینده کهن ۲: روایت شب دوم»، نشر زعفران، ۱۳۹۲ (جلد دوم سه‌گانه آینده کهن)
- «آینده کهن ۳: روایت شب واپسین»، نشر زعفران، ۱۳۹۲ (جلد سوم سه‌گانه آینده کهن)
- «اَشوَزدَنگهِه ۳: حماسهٔ نجات بخش»، نشرموج، ۱۳۹۲ (جلد سوم سه‌گانه اشوزدنگهه)
- «تاریک روشنا»، نشر قطره، ۱۳۹۳ (داستان بلند علمی - تخیلی - عرفانی)
- «اَشوَزدَنگهِه۲: اهریمنان یکه‌تاز»، نشرموج، ۱۳۹۳ (جلد دوم سه‌گانه اشوزدنگهه)
- «پَتَش خُوآرگر ۱: حماسه سرآغاز»، نشر افق، ۱۳۹۴ (جلد یکم از پنج گانهٔ بزرگ پتش خوآرگر)
- «شاهنامَگ: اسطوره‌ها» (شش جلد) نشر چکّه، ۱۳۹۴
- «تصویر یک روح (نوشتن دربارهٔ نوشتن)»، نشرموج، ۱۳۹۵
- «پَتَش خُوآرگر ۲: مردی از تبار اژدها»، نشر افق، ۱۳۹۵ (جلد دوم از پنج گانهٔ بزرگ پتش خوآرگر)
- سپیدبال - یک داستان کوتاهِ مصور - نشرموج - ۱۳۹۶[۱۵]
- پَتَش خُوآرگَر۳: بر بنیادهای هستی، نشر افق، ۱۳۹۶ (جلد سوم از پنج گانهٔ بزرگ پتش خوآرگر)[۱۶]
- «کابوس باغ سیاه»، بازچاپ، نشر پریان، ۱۳۹۶ (نخستین داستان بلند اسطوره‌ای ایرانی در گونه وحشت / دارک فانتزی)[۱۷]
- «رؤیای باغ سپید»، بازچاپ، نشر پریان، ۱۳۹۶ (داستان بلند ماورایی - عرفانی - اسطوره‌ای)
- «افسون نامه»، بازچاپ، نشر پریان، ۱۳۹۶ (داستان بلندِ طنز - سیاسی - افسانه‌ای)
- «سپیتمان» (داستان زندگی اَشو زَرتُشت)، بازچاپ، نشر پریان، ۱۳۹۶[۱۸]
- «تاریک روشنا»، بازچاپ، نشر موج ۱۳۹۶ (داستان بلند علمی - تخیلی - عرفانی)[۱۹]
- «بوف کر»، نشر موج ۱۳۹۷ (مجموعه هفت داستان کوتاه)
- «ناب دانه‌ها» (گزیده متون عرفانی و حکایت‌های اخلاقی) گردآوری: مرحوم محبوب آرین، به کوشش: آرمان آرین، نشر موج ۱۳۹۷
- «پَتَش خُوآرگر ۴: از ژرفای تاریکی»، نشر افق، ۱۳۹۹ (جلد چهارم از پنج گانهٔ بزرگ پتش خوآرگر)
- «پَتَش خُوآرگر ۵ - حماسهٔ اندرون»، نشر افق، دی ۱۴۰۰ (جلد پنجم از پنج گانهٔ بزرگ پتش خوآرگر)[۲۰][۲۱]
- "من هم پسر کسی هستم و شش داستان دیگر"، انتشارات فروغ، آلمان، چاپ دیجیتال، مهر ۱۴۰۱ (پیشکش به مهسا امینی و دیگر شهدای قیام ۱۴۰۱ ایران)
- "آینده کهن"، (چاپ دوم بصورت تک‌جلدی)، نشر پرتقال، ۱۴۰۱
- سه گانه ی علمی فانتزی تاریخی «جَهن بُرزین» - چاپ دیجیتال در نشریه آنلاین ویسپوبیش بصورت رایگان برای عموم - هر ماه دو فصل - آغاز انتشار از امرداد 1403

### آثار تصویری و نمایشی
- نگارش بازی نامه رایانه‌ای گرشاسپ: گرز ثریت، نخستین بازی کامپیوتری فاخر ایرانی، ۱۳۸۸ (شرکت فن افزار شریف)
- نگارش بازی نامه رایانه‌ای سیاوش یا نام اولیهٔ «کیخسرو: دلاوران دوازده رخ»، ۱۳۹۰ (شرکت سورنا پردازش)
- نگارش بازی نامه رایانه‌ای گُرگین، ۱۳۹۱ (شرکت فطرس رایانه)
- نگارش چهار قسمت از ۱۳ قسمت پویانمایی آریو پهلوان کوچک (شرکت پارسیما - کارگردان: مجید شاکری) که به عنوان انیمیشن سینمایی افسانه سرزمین گوهران در بیست و هفتمین جشنواره بین‌المللی فیلم‌های کودکان و نوجوانان به نمایش درآمد.[۲۲]
- تهیه، نگارش و کارگردانی فیلم مستند روزها دربارهٔ زندگی استاد دکتر محمدعلی اسلامی ندوشن، ۱۳۸۲
- تهیه، نگارش و کارگردانی فیلم کوتاه داستانی برف باستانی:۱۷۲۷ دربارهٔ مرد نمکی، ۱۳۷۹
- مشاور فیلم مستند کوتاه پیرمرد و دنیا دربارهٔ مهدی آذریزدی (کارگردان: پوریا آذربایجانی) ۱۳۸۸[۲۳]
- ساخت مستند کوتاه همشهری کِرم، ۱۳۹۲
- نگارش بازی نامهٔ رایانه‌ای رُستم نامه ۱۳۹۴ (شرکت بازی سازی خورشید برتر)

## اَشوَزدَنگهِه، سه گانهٔ دیگر آرین
بعد از پارسیان و من، آرین سرگرم آفرینش سه گانهٔ دیگری به نام اشوزدنگهه شد. اشوزدنگهه (Ash-Vaz-Dang-Heh)، یک نام کهن ایرانی به معنای درستکار و حق جو است. آرین دربارهٔ این کتاب گفته‌است: «اشوزدنگهه» نام شخصیتی است که در اوستا و کتاب‌های پهلوی از آن نام برده شده‌است و من با تألیف این کتاب سعی دارم اسطوره‌ای جدید را با اتکا به ویژگی‌های این شخصیت خلق کنم. این رمان رمزیِ تاریخ ایران است. اگرچه متأسفانه تنها بخشی از تاریخ ایرانیان مکتوب شده و چهار هزار سال قبل آن هنوز نامشخص است؛ اما با اتکا به اطلاعات هزاره‌های موجود، توانستم این رمان را بنویسم.
جلد نخست اشوزدنگهه به نام اشوزدنگهه: اسطوره هم‌اکنون توسط نشر موج در تیر ماه ۱۳۸۷ منتشر شده‌است. این در حالی است که به گفتهٔ نویسنده این کتاب بیش از یک سال و نیم در انتظار مجوز از وزارت ارشاد بوده. همچنین جلد دوم اشوزدنگهه با نام اشوزدنگهه: اهریمنان یکه‌تاز نیز پس از حدود پنج سال توقیف و انتظار برای مجوز، سرانجام در تابستان ۱۳۹۳ با حذف و سانسور برخی بخش‌ها منتشر شد. این در حالی است که جلد سوم این سه‌گانه به نام اشوزدنگهه: حماسهٔ نجات بخش در تابستان ۱۳۹۲ با تأخیر بسیار و بدون حضور جلد دوم آن! به چاپ رسیده بود.
این سه‌گانه دارای پیوستی است که شامل دستنوشته‌های فلسفی اشوزدنگهه در طول تاریخ دراز عمرش به حساب می‌آید؛ این پیوست فلسفی با نام اشوزدنگهه۴: خداوند، جهان و اندیشه توسط نشر موج منتشر شده‌است.
سه‌گانه اشوزدنگهه دربارهٔ ابر مرد ایرانی شش هزار ساله‌ای ست که در سیلک کاشان جاودانه (دراز عمر) می‌شود؛ سراسر تاریخ ایران را می‌پیماید و اکنون نیز به صورتی گمنام در تهران زندگی می‌کند. تمامی گمشده‌های تاریخ ایران و منطقه نزد اوست و او با بسیاری از بزرگان و مشاهیر تاریخ ایران روبرو یا آشنا می‌شود.
اشوزدنگهه شخصیتی بسیار پیچیده، ریشه دار، نیرومند و تأثیرگذار است که نویسندهٔ آن امیدوار است با یک تیر آن چند نشان بزند! یکی اینکه در برابر شخصیتهای فانتزی و نیرومند غربی و شرقی، شخصیتی ملی و جهانی را تثبیت کند که در تاریخ ایران در مرکز جهان ریشه دارد و دیگر اینکه معنای واقعی هویت ایرانی را به جهانیان نشان دهد؛ نه آن چیزی که این روزها به نام ایران در برابر جهانیان جلوه داده می‌شود.
در یک‌ کلام، می‌توان اشوزدنگهه را نخ تسبیحی برای دانه‌های تاریخ ایران دانست؛ نخی برای همهٔ دوره‌ها و مردمان و اندیشه‌ها و کردارها و…

## پَتَش خُوآرگر؛ نخستین رُمان اَوستا و بُندهش
واژهٔ «پَتَش خوآرگر» Patash-Kho-Aar-Gar که در گذر زمان به فرشوادگر و سوادگر و سوادکوه تغییر شکل داده، نام منطقه ای است کوهستانی در مازندران امروزی که نامش از دیرباز در کتاب‌ها و الواح و کتیبه‌های باستانی ایران زمین آمده‌است.
اَبَرقهرمان رمان پتش خوآرگر که نام از آن دیار گرفته‌است، فرمانروای دژ چرات در قلب دیار سوادکوه باستانی است که حدفاصل میان آدمیان و دیوان است اما دل در گرو کردارهای اهورایی دارد.
در روزگاری که سراسر زمین و هفت کشور، به تهاجم عظیم اهریمنان از هر سو گرفتار شده‌است گروهی کوچک به راهنمایی فرّهٔ ایزدی، رهسپار یافتن شخصیتِ افسانه ای «پتش خوآرگر» می‌شوند که باید صلح و آرامش را به جهان بازگرداند. روایتِ رُمان بر دوش انبوه شخصیت‌ها و فضاهای پیچیده‌ای ست که هر یک در سویی از جغرافیای باستانی زمین، به کوشش در این نبرد عظیم مشغول اند؛ نبردی که هر کس هر چه در چنته دارد، در آن عیان می‌سازد و تاریخ انسان‌ها، نظیر آن را به خود ندیده‌است.
این رمان پنج جلدی که جلدهای آن شامل «حماسه؛ سرآغاز»، «مردی از تبار اژدها» «بر بنیادهای هستی» «از ژرفای تاریکی» و «حماسه اندرون» است، توسط نشر افق و در دههٔ ۱۳۹۰ خورشیدی منتشر شده‌اند و نخستین رُمان براساس اوستا و بُندَهِش ایرانی است که فضاها و شخصیت‌های این دو اثر باستانی در آن‌ها نو-آفرینی شده‌اند.
البته «پتش خوآرگر» در ابتدا سه‌گانه (تریلوژی) بود ولی در میانهٔ راه، بر اثر یک خواب، آرمان آرین بر آن شد که دو جلد دیگر نیز بر بدنهٔ آن بیفزاید که آن را به پنج‌گانه (پنتولوژی) افزایش داد. جلد چهارم «از ژرفای تاریکی» در سال ۱۳۹۹ منتشر شد  و جلد پنجم و آخر به نام «حماسهٔ اندرون» نیز در سال ۱۴۰۰ انتشار یافت.
در بیانیه جشنواره لاک پشت پرندهٔ سال ۱۳۹۶ بند پنجم دربارهٔ اهمیت پتش خوآرگر چنین آمده‌است: «در داوری کتاب‌های ششمین دورهٔ لاک‌پشت پرنده، مجموعه کتاب پتش خوارگر به خاطر اهمیت در فهرست ۱۰ نامزد دریافت نشان‌های لاک‌پشت پرنده قرار گرفت، اما به دلیل این‌که هنوز انتشار مجلدات بعدی آن ادامه دارد، داوری آن برای دریافت نشان طلا یا نقره به انتشار دوره کامل آن موکول شد.»

## سایر فعالیت‌ها
- برگزاری اولین کارگاه آموزشی بازی نامه‌نویسی در بنیاد ملی بازی‌های رایانه‌ای ایران، ۲۰۱۰[۳۲]
- برگزاری کارگاه «اسطوره و افسانه» در خانه کتابدار کودک و نوجوان، ۱۳۸۸[۳۳]
- عضو هیئت داوران سومین جشنواره هنرهای دیجیتال، ۱۳۸۸
- عضو هیئت داوران اولین جشنواره بازی‌های رایانه‌ای ایران، ۱۳۹۰
- برگزاری کارگاه «نویسندگی خلّاق» در دانشگاه مدیترانه شرقی ۲۰۱۴
- عضو هیئت داوران سومین دوره مسابقه داستان‌نویسی افسانه‌ها مرداد ۱۳۹۴
- برگزاری کارگاه «نویسندگی خلّاق» در کانون ادبی دانشگاه شیراز تابستان ۱۴۰۰
- بنیانگزاری نشریه «ویسپوبیش»، نخستین نشریه آنلاین نوجوانان فارسی زبان در سراسر جهان، به عنوان سردبیر و مدیر مسئول از سرآغاز تابستان 1403. [۳۴]